# Unione Sportiva Alessandria Calcio 1976-1977
Questa voce raccoglie i dati riguardanti l'Unione Sportiva Alessandria Calcio nelle competizioni ufficiali della stagione 1976-1977.

## Avvenimenti
- 2 agosto 1976: Paolo Sacco in estate ufficializzò l'abbandono della società, affidando provvisoriamente l'incarico la presidenza all'avvocato ed ex calciatore Pier Ugo Melandri; la squadra iniziò il ritiro a Calizzano, agli ordini del confermato Franco Viviani[1]; questi, coinvolto anche in affari dirigenziali, scelse di farsi affiancare da Mario Trebbi. L'età media della rosa si abbassò notevolmente, e pochi furono i nuovi acquisti: Giglio del Como, Barbieri della Sarzanese, Morandi della Novese e Baretta, rientrato dal prestito all'Acqui[2].
- 22 agosto: nuovi ritardi nelle consegne degli stipendi spinsero diversi calciatori grigi a scioperare, non scendendo in campo in occasione di diversi incontri amichevoli contro Acqui, Valenzana e Parma[2]. Pochi giorni dopo, il 25, la squadra al completo disputò la prima gara ufficiale a Tortona, per la Coppa Italia Semipro. Passò il primo turno senza troppi patemi[3].
- 12 settembre: clamorosa sconfitta interna contro il modesto Clodia, alla prima di campionato; da nove anni l'Alessandria non cadeva al debutto[4].
- 19 settembre: sconfitti a Lecco, i grigi si ritrovarono ancora fermi al palo, dunque ultimi assieme al Bolzano[5].
- 17 ottobre: l'inattesa vittoria del 26 settembre contro la quotata Cremonese aveva ridato slancio ai grigi, che ripresero quota e si aggiudicarono in rimonta il derby sul campo della Juniorcasale. Dopo sei giornate i grigi erano risaliti fino all'ottavo posto; le prime, Mantova e Udinese, erano staccate di cinque punti[6].
- 7 novembre: nel 4-0 contro la Pro Patria si mise in evidenza Michele Marullo, diciottenne calabrese che firmò tutti e quattro i gol[7].
- 28 novembre: battendo alla 12ª un'altra squadra attrezzata, il Mantova, l'Alessandria si portò al settimo posto, a cinque punti da Udinese e Cremonese, che occupavano la vetta. Questo blando tentativo di avvicinamento alle prime posizioni, incentivato anche dalla consegna degli stipendi arretrati ai calciatori[8], fu fiaccato dai pessimi risultati conquistati nell'ultima parte del girone d'andata, che anzi ricacciò i giovani grigi in zona salvezza[9].
- 16 gennaio 1977: il colpo esterno contro il Venezia fanalino di coda restituì ossigeno all'Alessandria, reduce da sei gare senza vittoria. Alla fine del girone d'andata i grigi erano tredicesimi con 17 punti all'attivo. La Cremonese, prima, era a quota 29, Padova e Seregno, terzultime, a 13[10].
- 27 febbraio: la vittoria di Seregno confermò la ritrovata forma della squadra cinerina, che nel corso del mese aveva ottenuto risultati importanti anche contro Lecco e Cremonese, candidate alla promozione[11].
- 9 marzo: larga affermazione nel ritorno degli ottavi di Coppa Italia Semipro contro la Pro Sesto (7-0)[3]. Risultati positivi anche in campionato: dopo la sconfitta nel derby di ritorno, la squadra rimase imbattuta fino a metà maggio.
- 13 aprile: pareggiando a Massa dopo aver vinto la gara d'andata, l'Alessandria ottenne l'accesso alle semifinali di Coppa Italia Semipro; in evidenza il portiere Zanier, che parò due rigori[12].
- 8 maggio: l'1-1 di Crema portò a otto la serie di risultati utili consecutivi in campionato; l'Alessandria, dopo 33 gare giocate, si trovava al settimo posto in classifica, a sette punti dalle pericolanti Biellese e Pro Patria, terzultime[13].
- 22 maggio: a tre giornate dal termine, l'Alessandria batté l'Udinese, mantenendo il settimo posto e contribuendo all'avanzata della Cremonese verso la Serie B. Con sei punti di vantaggio su Biellese e Seregno, terzultime, la squadra poté ormai considerarsi salva[14].
- 1º giugno: a Lecco, i grigi pareggiarono il ritorno della semifinale di Coppa Italia Semipro e furono eliminati dalla competizione[3].
- 12 giugno: la vittoria contro il retrocesso Venezia permise all'Alessandria di agganciare il sesto posto in classifica, posizione di tutto rispetto considerati i problemi di natura economica della società, con un buco nei bilanci da oltre un miliardo di lire, e la giovane ètà dei calciatori[7]. Particolarmente positive le prestazioni nel girone di ritorno, in cui la squadra perse solo tre gare e conquistò un totale di 24 punti[15]; in evidenza, tra i giocatori, la giovane coppia di attaccanti formata da Frigerio e Marullo, autori di tredici reti a testa.

## Divise
| 1ª divisa | 2ª divisa |

## Organigramma societario
Area direttiva
- Proprietario: Paolo Sacco
- Presidente: Pier Ugo Melandri
- Segretario: Gianfranco Coscia

Area tecnica
- Allenatori: Mario Trebbi e Franco Viviani

Area sanitaria
- Medico sociale: Luigi Mazza
- Massaggiatore: Sergio Viganò

## Rosa
| N. |                   | Ruolo | Calciatore          |
| -- | ----------------- | ----- | ------------------- |
|    | Italia (bandiera) | P     | Ivano Vezzulli      |
|    | Italia (bandiera) | P     | Adriano Zanier      |
|    | Italia (bandiera) | D     | Antonio Alberti     |
|    | Italia (bandiera) | D     | Antonio Colombo     |
|    | Italia (bandiera) | D     | Salvatore Cucchiara |
|    | Italia (bandiera) | D     | Marcello Di Brino   |
|    | Italia (bandiera) | D     | Angelo Giglio       |
|    | Italia (bandiera) | D     | Claudio Raiteri     |
|    | Italia (bandiera) | D     | Roberto Romei       |
|    | Italia (bandiera) | C     | Giancarlo Baretta   |
|    | Italia (bandiera) | C     | Ambrogio Borghi     |
|    | Italia (bandiera) | C     | Danilo Pileggi      |

| N. |                   | Ruolo | Calciatore       |
| -- | ----------------- | ----- | ---------------- |
|    | Italia (bandiera) | D     | Ivan Ghezzi      |
|    | Italia (bandiera) | C     | Orano Rolfo      |
|    | Italia (bandiera) | C     | Elio Vanara      |
|    | Italia (bandiera) | C     | Ennio Vianello   |
|    | Italia (bandiera) | A     | Lorenzo Barbieri |
|    | Italia (bandiera) | A     | Arrigo Dolso     |
|    | Italia (bandiera) | A     | Giovanni Fiocchi |
|    | Italia (bandiera) | A     | Emilio Frigerio  |
|    | Italia (bandiera) | A     | Michele Marullo  |
|    | Italia (bandiera) | A     | Giuseppe Morandi |
|    | Italia (bandiera) | A     | Aldo Tascheri    |

## Risultati

### Serie C

#### Girone di andata
| Arbitro: | Esposito (Torre Annunziata) |

|  |           |           |
|  | Marcatori | 9’ Lucido |

| Arbitro: | Materassi (Firenze) |

|                           |           |  |
| Filacchione 85’ Corti 90’ | Marcatori |  |

| Arbitro: | Lanzafame (Taranto) |

|             |           |  |
| Marullo 78’ | Marcatori |  |

| Sant'Angelo Lodigiano 3 ottobre 1976 | Sant'Angelo       | 0 – 0 referto | Alessandria | Stadio Comunale\| Arbitro: \| Patrussi (Arezzo) \| |
| Arbitro:                             | Patrussi (Arezzo) |               |             |                                                    |

| Arbitro: | Tani (Livorno) |

|            |           |            |
| Vanara 89’ | Marcatori | 63’ Pillon |

| Arbitro: | Parussini (Udine) |

|              |           |                          |
| Scorletti 5’ | Marcatori | 16’ Frigerio 70’ Marullo |

| Alessandria 24 ottobre 1976 | Alessandria        | 0 – 0 referto | Bolzano | Stadio Giuseppe Moccagatta\| Arbitro: \| Faccenda (Salerno) \| |
| Arbitro:                    | Faccenda (Salerno) |               |         |                                                                |

| Arbitro: | Agate (Torino) |

|                                 |           |  |
| Bercellino II 31’ Schillirò 47’ | Marcatori |  |

| Arbitro: | Vitali (Bologna) |

|                            |           |  |
| Marullo 31’, 38’, 82’, 87’ | Marcatori |  |

| Arbitro: | Savalli (Trapani) |

|                            |           |  |
| Fellet 40’ De Bernardi 81’ | Marcatori |  |

| Arbitro: | Stilacci (Torino) |

|  |           |             |
|  | Marcatori | 13’ Marullo |

| Arbitro: | Redini (Pisa) |

|                        |           |             |
| Frigerio 9’ Vanara 71’ | Marcatori | 83’ Lizzari |

| Arbitro: | Paradisi (Rieti) |

|                     |           |            |
| Andreis 53’ Dri 77’ | Marcatori | 28’ Borghi |

| Arbitro: | Angelelli (Terni) |

|  |           |                               |
|  | Marcatori | 44’ Lussana 74’ (aut.) Vanara |

| Arbitro: | Castaldo (Vasto) |

|             |           |               |
| Marullo 26’ | Marcatori | 1’ Cavagnetto |

| Arbitro: | Migliore (Salerno) |

|                            |           |  |
| C. Pellegrini 1’ Groppi 5’ | Marcatori |  |

| Arbitro: | Tani (Livorno) |

|              |           |  |
| Gottardo 46’ | Marcatori |  |

| Arbitro: | Madonna (Torre del Greco) |

|             |           |             |
| Pileggi 40’ | Marcatori | 31’ Sanguin |

| Arbitro: | Faccenda (Salerno) |

|             |           |                         |
| Ghidoni 39’ | Marcatori | 41’ Colombo 72’ Pileggi |

#### Girone di ritorno
| Arbitro: | Tubertini (Bologna) |

|                       |           |  |
| Rossi I 25’ Zitta 55’ | Marcatori |  |

| Arbitro: | Lanzetti (Viterbo) |

|                   |           |  |
| Frigerio 42’, 86’ | Marcatori |  |

| Arbitro: | Foschi (Forlì) |

|             |           |           |
| Chigioni 4’ | Marcatori | 56’ Romei |

| Arbitro: | Esposito (Torre Annunziata) |

|                               |           |  |
| Perego 36’ (aut.) Marullo 83’ | Marcatori |  |

| Arbitro: | Lombardo (Marsala) |

|  |           |           |
|  | Marcatori | 28’ Romei |

| Arbitro: | Canesi (Cremona) |

|  |           |              |
|  | Marcatori | 1’ Buscaglia |

| Bolzano 13 marzo 1977 | Bolzano          | 0 – 0 referto | Alessandria | Stadio Druso\| Arbitro: \| Lauretano (Roma) \| |
| Arbitro:              | Lauretano (Roma) |               |             |                                                |

| Alessandria 20 marzo 1977 | Alessandria        | 0 – 0 referto | Biellese | Stadio Giuseppe Moccagatta\| Arbitro: \| Armienti (Bologna) \| |
| Arbitro:                  | Armienti (Bologna) |               |          |                                                                |

| Arbitro: | Adamu (Cagliari) |

|                       |           |                                   |
| Foglia 35’ Bosani 44’ | Marcatori | 12’ (aut.) Vallacchi 15’ Frigerio |

| Arbitro: | Tubertini (Bologna) |

|              |           |  |
| Frigerio 78’ | Marcatori |  |

| Arbitro: | Savalli (Trapani) |

|                         |           |  |
| Marullo 14’, 69’ (rig.) | Marcatori |  |

| Arbitro: | Vitali (Bologna) |

|             |           |              |
| Baglini 52’ | Marcatori | 75’ Frigerio |

| Arbitro: | Filippi (Pavia) |

|                                      |           |                       |
| Frigerio 26’, 30’ Marullo 71’ (rig.) | Marcatori | 17’ Frank 31’ De Luca |

| Arbitro: | Altobelli (Roma) |

|               |           |              |
| Mazzoleri 21’ | Marcatori | 46’ Frigerio |

| Arbitro: | Stillacci (Torino) |

|             |           |  |
| Sadocco 17’ | Marcatori |  |

| Arbitro: | Colasanti (Roma) |

|                          |           |            |
| Frigerio 36’ Marullo 68’ | Marcatori | 48’ Fanesi |

| Alessandria 29 maggio 1977 | Alessandria       | 0 – 0 referto | Piacenza | Stadio Giuseppe Moccagatta\| Arbitro: \| Savalli (Trapani) \| |
| Arbitro:                   | Savalli (Trapani) |               |          |                                                               |

| Padova 5 giugno 1977 | Padova           | 0 – 0 referto | Alessandria | Stadio Silvio Appiani\| Arbitro: \| Canesi (Cremona) \| |
| Arbitro:             | Canesi (Cremona) |               |             |                                                         |

| Arbitro: | Adamu (Cagliari) |

|                                     |           |            |
| Frigerio 13’ Ghezzi 25’ Marullo 52’ | Marcatori | 9’ Ghidoni |

### Coppa Italia Semiprofessionisti

#### Girone eliminatorio
| Arbitro: | Serboli (Arezzo) |

|                  |           |                       |
| Russo 55’ (rig.) | Marcatori | 5’, 84’ (rig.) Borghi |

| Arbitro: | Piana (Verona) |

|                  |           |                     |
| Tilotta 14’, 75’ | Marcatori | 89’ (rig.) Frigerio |

| Arbitro: | Agate (Torino) |

|                                                |           |                    |
| Frigerio 7’ (rig.) Vanara 54’ Marullo 56’, 83’ | Marcatori | 25’ (aut.) Colombo |

| Arbitro: | Facchin (Udine) |

|                                 |           |  |
| Frigerio 13’ Marullo 36’ (rig.) | Marcatori |  |

#### Sedicesimi di finale
| Arbitro: | Marino (Genova) |

|           |           |                        |
| Rossi 74’ | Marcatori | 17’ Borghi 62’ Marullo |

| Arbitro: | Giaffreda (Roma) |

|                              |           |            |
| Borghi 26’, 54’ Frigerio 29’ | Marcatori | 17’ Polvar |

#### Ottavi di finale
| Arbitro: | Pieroni (Jesi) |

|  |           |                        |
|  | Marcatori | 3’ Marullo 75’ Colombo |

| Arbitro: | Vago (Chiavari) |

|                                                                      |           |  |
| Frigerio 6’, 10’, 38’ Vianello 59’ Rolfo 65’ Marullo 80’, 84’ (rig.) | Marcatori |  |

#### Quarti di finale
| Arbitro: | Stringaro (Udine) |

|           |           |  |
| Rolfo 89’ | Marcatori |  |

| Arbitro: | Gazzari (Macerata) |

|             |           |          |
| De Rosa 56’ | Marcatori | 5’ Rolfo |

#### Semifinali
| Arbitro: | Ballerini (La Spezia) |

|  |           |                 |
|  | Marcatori | 68’ Filacchione |

| Lecco 1º giugno 1977 | Lecco             | 0 – 0 referto | Alessandria | Stadio Mario Rigamonti\| Arbitro: \| Patrussi (Arezzo) \| |
| Arbitro:             | Patrussi (Arezzo) |               |             |                                                           |

## Statistiche

### Statistiche di squadra
| Competizione         | Punti | In casa | In casa | In casa | In casa | In casa | In casa | In trasferta | In trasferta | In trasferta | In trasferta | In trasferta | In trasferta | Totale | Totale | Totale | Totale | Totale | Totale | DR  |
| Competizione         | Punti | G       | V       | N       | P       | Gf      | Gs      | G            | V            | N            | P            | Gf           | Gs           | G      | V      | N      | P      | Gf     | Gs     | DR  |
| -------------------- | ----- | ------- | ------- | ------- | ------- | ------- | ------- | ------------ | ------------ | ------------ | ------------ | ------------ | ------------ | ------ | ------ | ------ | ------ | ------ | ------ | --- |
| Serie C              | 41    | 19      | 10      | 6       | 3       | 25      | 12      | 19           | 4            | 7            | 8            | 12           | 21           | 38     | 14     | 13     | 11     | 37     | 33     | +4  |
| Coppa Italia Semipro |       | 6       | 5       | 0       | 1       | 17      | 3       | 6            | 3            | 2            | 1            | 8            | 5            | 12     | 8      | 2      | 2      | 25     | 8      | +17 |
| Totale               | -     | 25      | 15      | 6       | 4       | 42      | 15      | 25           | 7            | 9            | 9            | 20           | 26           | 50     | 22     | 15     | 13     | 62     | 41     | 21  |

### Statistiche dei giocatori
| Giocatore    | Serie C  | Serie C | Coppa Italia Semipro | Coppa Italia Semipro | Totale   | Totale |
| Giocatore    | Presenze | Reti    | Presenze             | Reti                 | Presenze | Reti   |
| ------------ | -------- | ------- | -------------------- | -------------------- | -------- | ------ |
| A. Alberti   | 21       | 0       | 8                    | 0                    | 29       | 0      |
| L. Barbieri  | 2        | 0       | -                    | -                    | 2        | 0      |
| G. Baretta   | 10       | 0       | 6                    | 0                    | 16       | 0      |
| A. Borghi    | 35       | 1       | 10                   | 5                    | 45       | 6      |
| A. Colombo   | 37       | 1       | 12                   | 1                    | 49       | 2      |
| S. Cucchiara | 1        | 0       | 2                    | 0                    | 3        | 0      |
| M. Di Brino  | 38       | 0       | 11                   | 0                    | 49       | 0      |
| A. Dolso     | 1        | 0       | 2                    | 0                    | 3        | 0      |
| G. Fiocchi   | 1        | 0       | 2                    | 0                    | 3        | 0      |
| E. Frigerio  | 36       | 13      | 11                   | 7                    | 47       | 20     |
| I. Ghezzi    | 22       | 1       | 10                   | 0                    | 32       | 1      |
| A. Giglio    | 30       | 0       | 11                   | 0                    | 41       | 0      |
| M. Marullo   | 35       | 13      | 11                   | 7                    | 46       | 20     |
| G. Morandi   | 1        | 0       | 2                    | 0                    | 3        | 0      |
| D. Pileggi   | 32       | 2       | 10                   | 0                    | 42       | 2      |
| C. Raiteri   | -        | -       | 1                    | 0                    | 1        | 0      |
| O. Rolfo     | 17       | 0       | 5                    | 3                    | 22       | 3      |
| R. Romei     | 28       | 2       | 8                    | 0                    | 36       | 2      |
| A. Tascheri  | 1        | 0       | 3                    | 0                    | 4        | 0      |
| E. Vanara    | 27       | 2       | 7                    | 1                    | 34       | 3      |
| E. Vianello  | 33       | 0       | 8                    | 1                    | 41       | 1      |
| A. Zanier    | 38       | -33     | 12                   | -8                   | 50       | -41    |